# 瓦西莉基·卡洛耶拉
瓦西莉基·卡洛耶拉（希臘語：Βασιλική Καλογερά，1971年—），希腊天体物理学家。 她是西北大学 教授，天体物理学跨学科探索和研究中心（CIERA）主任。